# Skorpio
Skorpio è una rivista settimanale italiana di fumetti, pubblicata dal 1977 dalla casa editrice romana Lancio/Eura Editoriale e, dal 2010, da Editoriale Aurea. Pubblicata ininterrottamente dal 1977, ha superato i duemila numeri.

## Storia editoriale
Dopo aver fatto esordire la rivista Lanciostory, l'editore ne produce una simile per forma e contenuti due anni dopo, riprendendo il nome di quella originariamente pubblicata in Argentina dal 1974 al 1996 (sottotitolata El mundo de la gran historieta) dalla Ediciones Record. Inizialmente venivano presentate esclusivamente opere di autori latino-americani e pochi italiani, successivamente c'è stata un'apertura anche al mercato franco-belga.
Il nome deriva dalla serie a fumetti di genere spionistico Skorpio, Il Vendicatore Solitario, disegnata dall’argentino Ernesto García Seijas.
Dall’inizio degli anni ottanta incomincia la pubblicazione di serie non sud americane come quelle franco-belga, inglese e, anche se per un breve periodo, di storie libere di autori statunitensi, oltre che produzioni italiane. Alla fine degli anni novanta, dopo la chiusura delle altre riviste contenitore o antologiche - cioè quelle riviste a fumetti che non presentavano personaggi fissi ma selezioni di fumetti di vario tipo - come ad esempio L'Eternauta, Comic Art e Orient Express -  rimane, insieme a Lanciostory, l'unico esempio italiano di periodico antologico di fumetti.
Al suo interno trovano spazio serializzazioni, a partire dal n. 36 del 2004 modificate in una forma diversa (episodi di 20-25 pagine, che consentono una fruizione più rapida delle storie), di storie a fumetti di autori come Robin Wood, Carlos Trillo, Jean van Hamme, Hermann, Domingo Mandrafina, Josè Luis Ortiz, Antonio Segura, Ernesto García Seijas e molti altri. Autori di estrazioni culturali molto differenti tra loro (latino-americana, belga, francese, italiana), che permettono di offrire un'ampia e variegata panoramica ai lettori.
Dal n. 1 dell'anno 2010 Skorpio viene pubblicato dalla casa editrice Editoriale Aurea, che ha preso in carico le testate Eura Editoriale alla fine del 2009, quando la proprietà dell'azienda è stata ceduta. La nuova gestione proviene dall'Eura e dalla Lanciostory e prosegue realizzando una rivista che propone una selezione di fumetti che vengono creati e pubblicati in Italia e nel mondo, con particolare riguardo alla scena franco-belga e argentina.

## Opere pubblicate
- Amanda
- Alvar Mayor
- Calico Jack
- Cybersix
- Bogey
- Freeman
- Hawaiian Dick
- Skorpio
- Tomb Raider
- Wakantanka
- Xena

Ormai numerosi sono i titoli appartenenti alla scuola del fumetto franco-belga pubblicati da Skorpio. Fra questi: La ricerca dell'uccello del tempo scritta da Serge Le Tendre e disegnata da Régis Loisel, pubblicata dalla Dargaud a partire dal 1983, con titolo originale La Quête de l'oiseau du temps (in seguito ripubblicata per il mercato anglofono con i titoli: The Quest for the Time-Bird e Roxanna and The Quest For The Time Bird).

## Inserti
Una selezione della produzione fumettistica dell'Eura Editoriale è stata pubblicata negli inserti omaggio che hanno trovato spazio nelle pagine centrali del settimanale (più raramente con un secondo inserto nelle pagine finali), da spillare e conservare rilegati con la copertina che l'editore inviava omaggio a chi ne faceva richiesta.
Questo l'elenco dei primi inserti pubblicati su Skorpio:
1. Wakantanka (testi di Héctor Oesterheld, disegni di Carlos Albiac/Juan Zanotto) dal n.17/1981 al n.24/1981 (8 inserti, 128 pagine, 11 capitoli).
2. L'uomo di Richmond (testi di Mantelli, disegni di Ernesto García Seijas) dal n.25/1981 al n.1/1982 (30 inserti, 480 pagine).
3. Giorno senza fine (testi di Michele Gazzarri, disegni di Franco Saudelli) dal n.2/1982 al n.19/1982 (18 inserti, 288 pagine).
4. Skorpio (testi di Ray Collins, disegni di Ernesto García Seijas) dal n.20/1982 al n.35/1982 (16 inserti, 256 pagine, 21 capitoli).
5. Il cobra (testi di Collins, disegni di Arturo Del Castillo e Miguel Ángel Repetto) dal n.36/1982 al n.13/1983 (30 inserti, 480 pagine, 41 capitoli).
6. Yor e Hor (testi di Diego Navarro e Roderico Schnell, disegni di Juan Zanotto) dal n.14/1983 al n.50/1983 (37 inserti, 592 pagine, 48 capitoli).
7. L'Eternauta - Vol.1 (testi di Héctor Oesterheld, disegni di Francisco Solano López) dal n.51/1983 al n.26/1984 (28 inserti, 448 pagine).
8. L'Eternauta - Vol.2 (testi di Héctor Oesterheld, disegni di Francisco Solano López) dal n.27/1984 al n.39/1984 (13 inserti, 208 pagine).
9. Laggiù nell'Ovest (testi di Ray Collins, disegni di Arturo Del Castillo) dal n.40/1984 al n.22/1985 (35 inserti, 560 pagine, 51 capitoli).
6. Barbara (testi di Ricardo Barreiro, disegni di Juan Zanotto) dal n.23/1985 al n.2/1986 (32 inserti, 512 pagine, 33 capitoli).
7. Big Norman (testi di Robert O'Neill (pseudonimo di Robin Wood), disegni di Daniel Haupt) dal n.27/1985 al n.32/1986 (58 inserti bis di varie pagine, 792 pagine totali).
8. Perdido Joe (testi di Carlos Albiac, disegni di Carlos Casalla) dal n.3/1986 al n.24/1986 (22 inserti, 352 pagine, 29 capitoli).
9. Dedicato a Mandrafina - Vol.1 (aa.vv./Mandrafina) dal n.25/1986 al n.22/1987 (50 inserti, 800 pagine).
10. Dedicato a Mandrafina - Vol.2 (Cayenna) (Testi di Guillermo Saccomanno, disegni di Domingo Mandrafina) dal n.23/1987 al n.10/1988 (41 inserti (con il n.53/1987), 656 pagine, 54 capitoli).
11. Gilgamesh (testi di Robin Wood, disegni di Lucho Olivera) dal n.11/1988 al n.6/1989 (48 inserti, 768 pagine, 63 capitoli).
12. Calico Jack (testi di Carlos Albiac, disegni di Angel Fernandez) dal n.7/1989 al n.33/1989 (27 inserti, 432 pagine, 35 capitoli).
13. Timber Lee (testi di Mino Milani, disegni di Juan Arancio) dal n.34/1989 al n.18/1990 (37 capitoli, 592 pagine, 46 capitoli).
14. Rook (testi e disegni di Dubay-Richardson/Bermejo-Laxamana-Ortiz-Alcala-Janes-Starlin-Elias) dal n.19/1990 al n.43/1990 (25 inserti, 400 pagine, 28 capitoli).
15. Qui la Legione (testi di Robin Wood, disegni di Luis Garcia Duran) dal n.44/1990 al n.52/1991 (61 inserti, 976 pagine, ?? capitoli).
16. Dago - Vol.1 (testi di Robin Wood, disegni di Alberto Salinas) dal n.1/1992 al n.1/1993 (54 inserti, 864 pagine, 72 capitoli).
17. Helena (testi di Robin Wood, disegni di Ernesto García Seijas) dal n.2/1993 al n.44/1993 (43 inserti, 698 pagine).
18. Nippur - Vol.1 (testi di Robin Wood, disegni di Enrique Villagran e Jorge Zaffino) dal n.45/1993 al n.22/1994 (30 inserti, 480 pagine, 32 capitoli).
19. Dago - Vol.2 (testi di Robin Wood, disegni di Alberto Salinas) dal n.23/1994 al n.21/1995 (51 inserti, 816 pagine, 60 capitoli).
20. Bruno Bianco (testi di Carlos Trillo, disegni di Ernesto García Seijas) dal n.22/1995 al n.21/1996 (52 inserti, 832 pagine, 64 capitoli).
21. Cybersix (testi di Carlos Trillo, dosegni di Carlos Meglia) dal n.22/1996 al n.24/1997 (55 inserti, 880 pagine, 73 capitoli).
22. Martin Hel (testi di Robin Wood, disegni di Ángel Fernández) dal n.25/1997 al n.52/1997 (28 inserti, 460 pagine (l'ultimo inserto più lungo), 36 capitoli).
23. Il Cosacco (testi di Robin Wood, disegni di Carlos Casalla) dal n.1/1998 al n.1/1999 (53 inserti, 848 pagine, 61 capitoli).
24. Dago - Vol.3 (testi di Robin Wood, disegni di Alberto Salinas e Carlos Gómez) dal n.2/1999 al n.18/2000 (71 inserti (l'ultimo di 12 pagine), 1100 pagine, 88 capitoli).
25. Dago - Vol.4 (testi di Robin Wood, disegni di Alberto Salinas e Carlos Gómez) dal n.19/2000 al n.45/2001 (79 inserti, 1264 pagine, 105 capitoli).
26. Dago - Vol.5 (testi di Robin Wood, disegni di Alberto Salinas e Carlos Gómez) dal n.46/2001 al n.16/2003 (75 inserti, 1204 pagine, 100 capitoli).
27. Cayenna 2 (testi di Guillermo Saccomanno, disegni di Domingo Mandrafina) dal n.17/2003 al n.35/2003 (19 inserti, 308 pagine, 38 capitoli).
28. Dago - I monografici (testi di Robin Wood, disegni di Carlos Gómez) dal n.36/2003 al n.32/2004 (49 inserti, 788 pagine, 8 capitoli).
29. Dago - Vol.6 (testi di Robin Wood, disegni di Carlos Gómez) dal n.33/2004 al n.21/2005 (41 inserti, 518 pagine, 43 capitoli).
30. Dago - Vol.7 (testi di Robin Wood, disegni di Carlos Gómez) dal n.22/2005 al n.13/2007 (96 capitoli).
31. Dago - Vol.8 (testi di Robin Wood, disegni di Carlos Gómez) dal n.14/2007.